# Richland (Oregon)
Richland – miasto w Stanach Zjednoczonych, w stanie Oregon, w hrabstwie Baker.